# Helga Øvsthus Fenne
Helga Øvsthus Fenne (* 1. August 1964 in Voss, geborene Helga Øvsthus) ist eine ehemalige norwegische Biathletin.
Helga Øvsthus ist mit dem ehemaligen norwegischen Biathleten Gisle Fenne verheiratet und hat mit ihm zwei Söhne und eine Tochter. Der Sohn Thomas nahm an einer Junioren-BIathlonweltmeisterschaft teil, die Tochter Hilde Fenne lief zwischen 2012 und 2018 im Biathlon-Weltcup. Øvsthus startete für Bjørgum IL. International trat sie bei der Weltmeisterschaft 1987 im finnischen Lahti erstmals in Erscheinung, dort erreichte sie im Einzel einen 28. Platz. Øvsthus Fenne nahm ab ersten Weltcupsaison, bei der auch Frauen starten durften, unregelmäßig am Weltcup teil. In der ersten Saison erreichte sie in Jyväskylä ihre besten Ergebnisse mit zwei ersten Plätzen im Sprint und mit der Staffel, zusammen mit Synnøve Thoresen und Elin Kristiansen. Bei der Weltmeisterschaft 1988 im französischen Chamonix erreichte sie mit dem siebten Platz im Sprint eine weitere Top-Ten-Platzierung. Bei Norwegischen Meisterschaften war sie für die Provinz Hordaland 1988 und 1990 mit der Staffel siegreich, 1994 gewann sie den Mannschaftstitel. Den einzigen Podestplatz in einem Einzelrennen schaffte sie mit Platz drei 1986 Geilo hinter Siv Bråten-Lunde und Sanna Grønlid. Helga Øvsthus Fenne wohnt in Voss, wo sie ein Geschäft mit Kosmetikprodukten betreibt.

## Statistik

### Weltcupsiege
| Nr. | Datum         | Ort       | Disziplin          |
| --- | ------------- | --------- | ------------------ |
| 1.  | ???           | Jyväskylä | Sprint (5 km)      |
| 2.  | 25. März 1988 | Jyväskylä | Staffel (3×5 km) 1 |

### Biathlon-Weltcup-Platzierungen
Die Tabelle zeigt alle Platzierungen (je nach Austragungsjahr einschließlich Olympische Spiele und Weltmeisterschaften).
- 1.–3. Platz: Anzahl der Podiumsplatzierungen
- Top 10: Anzahl der Platzierungen unter den ersten zehn (einschließlich Podium)
- Punkteränge: Anzahl der Platzierungen innerhalb der Punkteränge (einschließlich Podium und Top 10)
- Starts: Anzahl gelaufener Rennen in der jeweiligen Disziplin

| Platzierung                               | Einzel | Sprint | Verfolgung | Massenstart | Team | Staffel | Gesamt |
| ----------------------------------------- | ------ | ------ | ---------- | ----------- | ---- | ------- | ------ |
| 1. Platz                                  |        | 1      |            |             |      | 1       | 2      |
| 2. Platz                                  |        |        |            |             |      |         |        |
| 3. Platz                                  | 1      |        |            |             |      |         | 1      |
| Top 10                                    | 2      | 2      |            |             | 1    | 1       | 6      |
| Punkteränge                               | 3      | 3      |            |             | 1    | 1       | 8      |
| Starts                                    | 3      | 3      |            |             | 1    | 1       | 8      |
| Stand: Daten vermutlich nicht vollständig |        |        |            |             |      |         |        |

### Weltmeisterschaften
| Weltmeisterschaften | Weltmeisterschaften         | Einzelwettbewerbe | Einzelwettbewerbe | Teamwettbewerbe | Teamwettbewerbe |
| Jahr                | Ort                         | Einzel            | Sprint            | Damenstaffel    | Mannschaft      |
| ------------------- | --------------------------- | ----------------- | ----------------- | --------------- | --------------- |
| 1987                | Lahti                       | 28.               | –                 | –               | –               |
| 1988                | Chamonix                    | –                 | 7.                | –               | –               |
| 1990                | Minsk, Oslo und Kontiolahti | –                 | –                 | –               | 6.              |